# 霍頓鎮區 (密歇根州基威諾縣)
霍頓鎮區（英語：Houghton Township）是位於美國密歇根州基威諾縣的一個行政鎮區。

## 地方資料
霍頓鎮區的面積為1340.11平方千米，當中陸地面積為312.66平方千米，而水域面積為1027.45平方千米。根據2020年美國人口普查的數據，當地共有人口72人，而人口密度為每平方千米0.05人。